# Marthe Lebasque
Pour les articles homonymes, voir Lebasque.
Marthe Lebasque, fille du peintre Henri Lebasque et épouse du peintre Carlos-Reymond, est une cantatrice soprano de l'Opéra-Comique, artiste peintre et sculptrice française née le 20 février 1895 dans le 8e arrondissement de Paris et morte à Nice le 16 mai 1989.

## Biographie

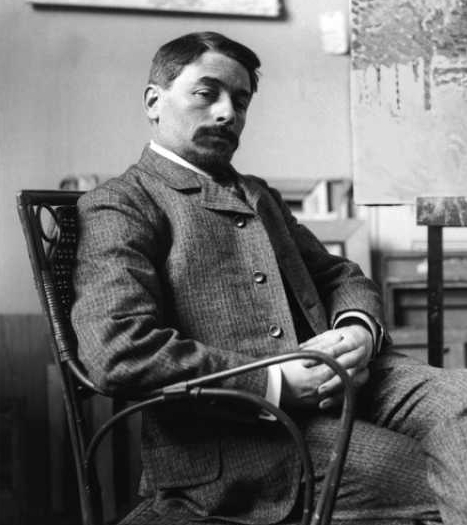
Henri Lebasque vers 1900

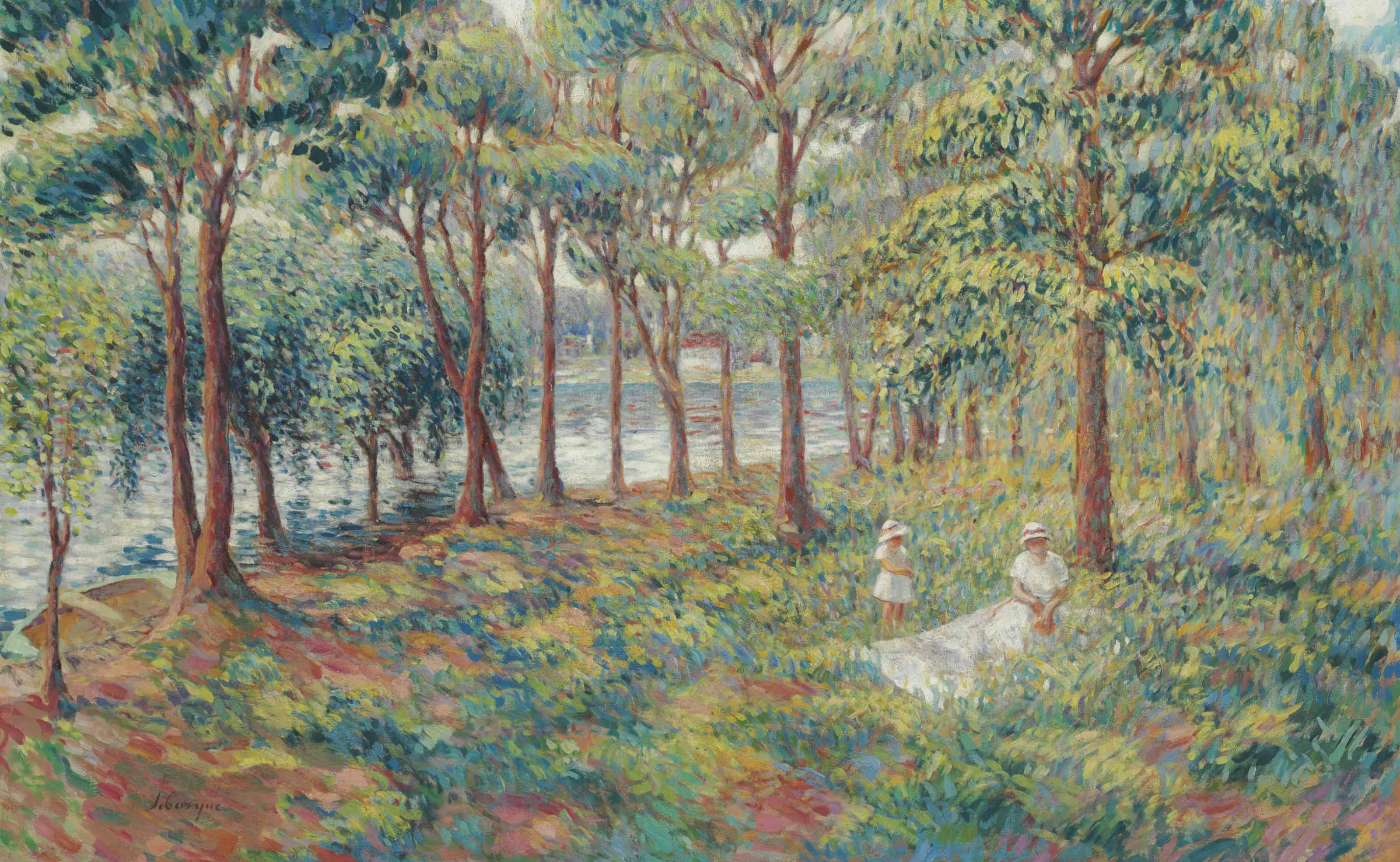
Henri Lebasque, Mme Lebasque et sa fille Marthe au bord de la Marne, vers 1899

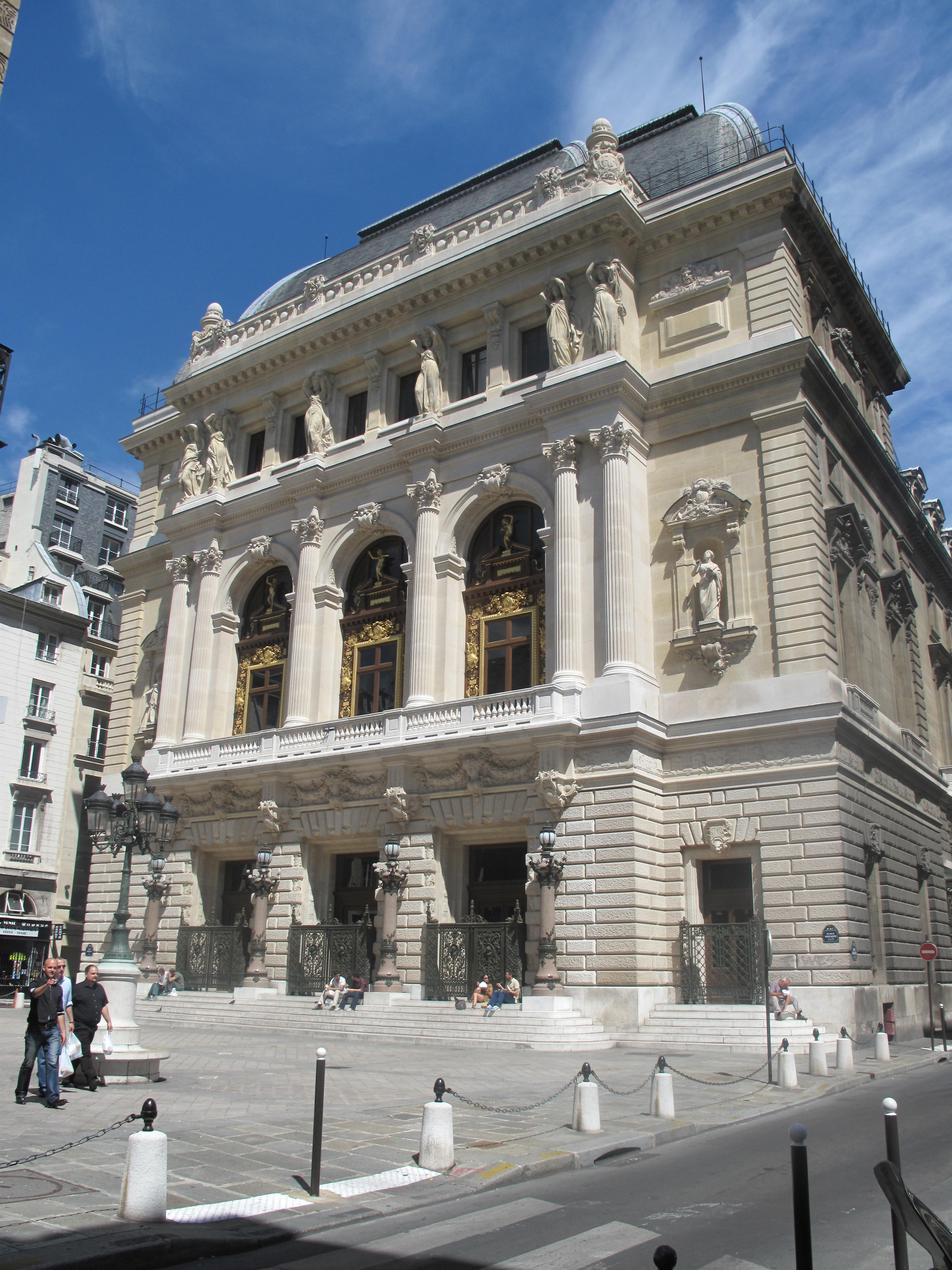
Opéra-Comique, Paris

Marthe Lebasque est la fille aînée du peintre Henri Lebasque et de son épouse Catherine : sa naissance précède celle de sa sœur Hélène, dite « Nono » – elle sera l'épouse du céramiste Jacques Lenoble (1902-1967) – et de son frère Pierre (1912-1994) qui, recevant les conseils de Jacques Lenoble, sera de même céramiste (il sera notamment le créateur en 1955 de La Pieuvre, œuvre conservée au musée des arts décoratifs de Paris).
« Henri Lebasque n'eut pas à chercher bien loin ses gracieux modèles, évoque Adolphe Tabarant, et, le plus souvent, ils furent sa femme et ses filles étudiées par lui dans l'intimité de leurs attitudes, et qui revivent ainsi sur des centaines de toiles… La fillette cueille des fleurs ou bien, petite écolière, fait ses devoirs sur la table familiale ; la demoiselle de seize à dix-huit ans lit, dessine, coud, pianote, se livre à sa toilette, se baigne, se balance, dort au creux d'un hamac ».
C'est ainsi dès sa plus tendre enfance qu'avec sa mère et sa sœur (Pierre, le cadet, que l'on trouve dans la toile Mademoiselle Marthe Lebasque et le petit Pierre en 1913, n'apparaît dans l'ensemble de l'œuvre que plus rarement) Marthe - successivement « enfant rieuse, fillette espiègle, adolescente rêveuse » - constitue un sujet de prédilection dans la peinture d'Henri Lebasque, que ce soit dans des décors intérieurs ou extérieurs, dans un jardin intimiste, sur des bords de rivières ou sur des plages. Paul Vitry restitue de la sorte : « D'humeur instable et vagabonde, Lebasque changeait volontiers de campement ; son train d'équipage ne l'arrêtait guère, et pourtant il ne comprenait pas que des chevalets, un parasol et des boîtes de couleurs : une femme, deux fillettes étaient venues le compliquer. Mais qu'importe ! Ici ou là, on s'installe en famille ; en Provence, en Auvergne, sur les bords de la Basse-Seine, on vit en pleine nature, sous les oliviers ou sous les châtaigniers, sur les hauteurs ou sur les bords de l'eau ». Ainsi, les « exquises fillettes » de Lebasque vont « du dessin où une escarpolette improvisée entre deux arbres entraîne une enfant au rire éclatant et joyeux, jusqu'au portrait où la jeune fille se dessine dans l'enfant, en passant par les études de petites liseuses appliquées, immobilisant pour un court instant leur agitation d'oiseaux en cage et arrêtant leur verbiage ». Dans son livre La jeune peinture française, en 1912, André Salmon évoque également le Portrait de Marthe Lebasque sculpté par Albert Marque et présenté à l'exposition de La Libre Esthétique, à Bruxelles en 1909.
En 1919, Marthe Lebasque épouse Carlos-Reymond dont, de même, « elle sera le modèle favori », pour une vie qui va se partager entre Paris et la villa de Roquefort-les-Pins, « aux murs ocres rongés par la vigne et qui porte son nom méridionalisé, La Marthoune ». Au contact des nombreux artistes dont son mari est proche - Pierre Bonnard, Maurice Denis, Pierre Laprade, Louis Valtat ou Henri Manguin qui peint d'elle un portrait - Marthe est à son tour, parallèlement au chant qu'elle travaille, naturellement attirée par la peinture : « elle est dotée à côté d'un joli talent de peintre d'une voix délicate de soprano par quoi elle triomphe dans les grands rôles du répertoire. Elle devait être à l'Opéra-Comique une Rosine du Barbier de Séville de Rossini inoubliable ».
Les années passant, Marthe Lebasque, privilégiant de demeurer proche de Carlos-Reymond, renonce à sa carrière de cantatrice et s'oriente vers une peinture très nettement dominée par le thème de la nature morte : leur vie se constitue désormais « de voyages, le plus souvent aux Pays-Bas, en Italie, en Espagne et au Maroc. On relève leurs deux noms ensemble, autour de 1933-1934, aux côtés de ceux de Robert Louis Antral, France Audoul, Gaston Balande, Jehan Berjonneau, Edmond Ceria, Charles Despiau, Jean Fernand-Trochain, André Hambourg, Henri Lebasque, Armand Nakache, Paul-Émile Pissarro ou Maurice Sauvayre, parmi les artistes qui, sous la présidence de Lucie Caradek, se sont constitués en une association nommée le Groupe moderne et exposant alors à la Galerie Georges Petit (12, rue Godot-de-Mauroy) et à la Galerie Dru (rue Montaigne). Leur vie est cependant consacrée également à l'amitié d'artistes tels qu'Albert Marquet, Paul Signac, Henri-Edmond Cross, Maximilien Luce, André Dunoyer de Segonzac, Maurice de Vlaminck, Georges Rouault, André Lhote, Jacques Villon, Kees Van Dongen, André Dignimont ou Marie Laurencin, des poètes tels que Jean Cocteau, des critiques tels que Félix Fénéon, Jean Cassou ou Claude Roger-Marx, des musiciens tels qu'Albert Roussel, Jacques Ibert, Florent Schmitt ou Nadia Boulanger qui sont des familiers de leur appartement à Paris ou de La Marthoune ».
Elle a participé aux expositions de groupe organisées par la Société des Femmes Artistes Modernes (FAM), créée en 1931 par Marie-Anne Camax-Zoegger. Elle est présente sur la liste des artistes de l'exposition de 1935 à la Galerie Bernheim-Jeune.
En 1941, le couple s'installe à Cimiez où il a pour voisin Henri Matisse.

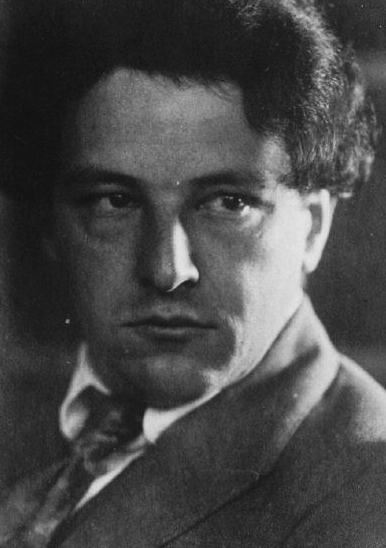
Arthur Honegger

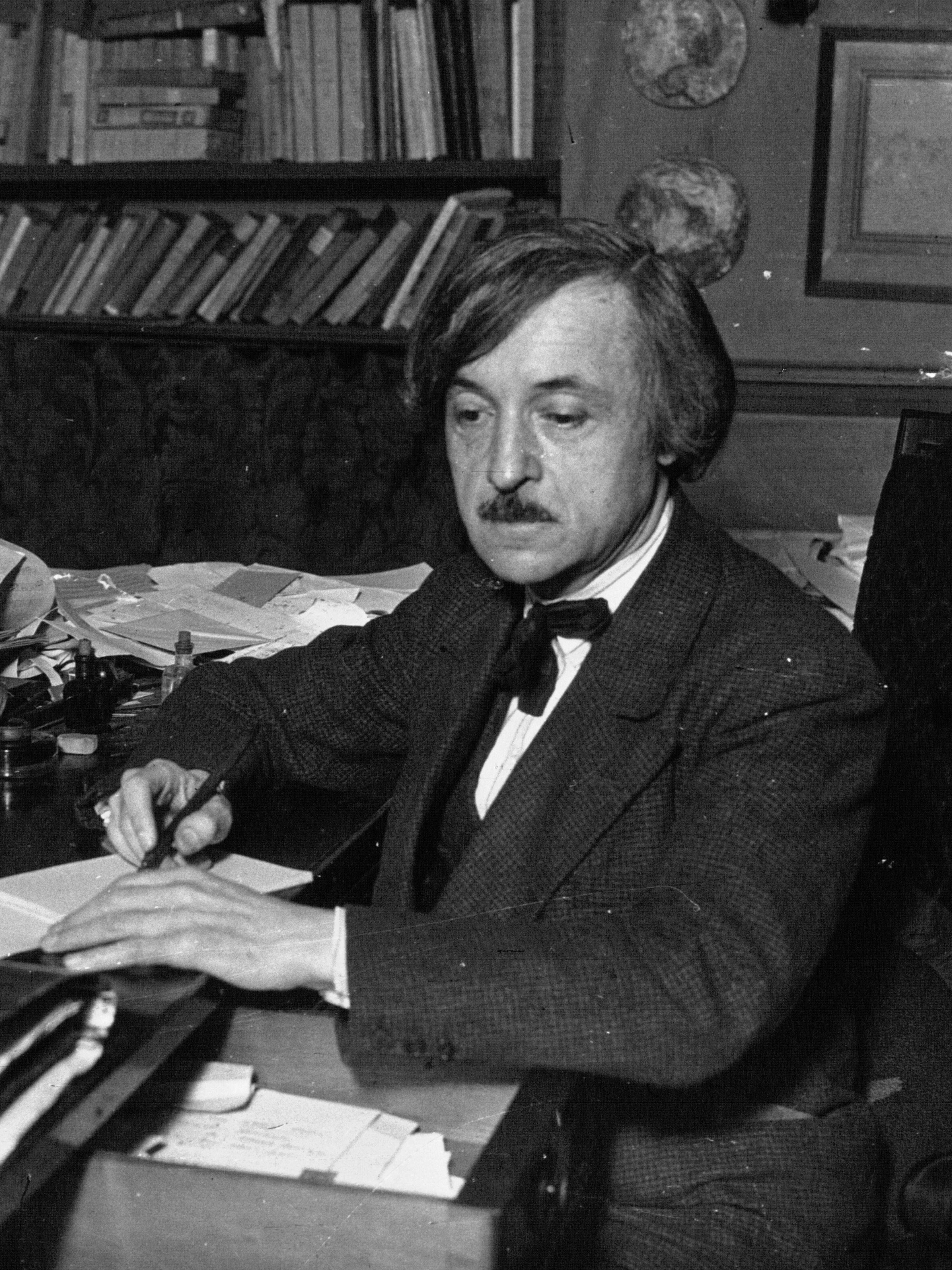
Raoul Laparra

## Répertoire lyrique
- Jean-Sébastien Bach, Cantate nuptiale (Sinfonia de la cantate BW 146), Marcel Dupré à l'orgue, orchestre dirigé par Paul de Saunières (église de la Sorbonne, février 1928)[9].
- Arthur Honegger, Trois poèmes de Paul Fort, 1920[10].
- Raoul Laparra, Le joueur de viole (théâtre national de l'Opéra-Comique, décembre 1925, mars 1926)[11].
- Jules Massenet, Manon (opéra d'Alger, mars 1930).
- Francis Poulenc, Minuit (texte de Jean Cocteau), 1920[10].
- Giacomo Puccini, Madame Butterfly (opéra d'Alger, février 1930).
- Ladislas de Rohozinski[12].
- Gioachino Rossini, Le Barbier de Séville (opéra d'Alger, mars 1930).

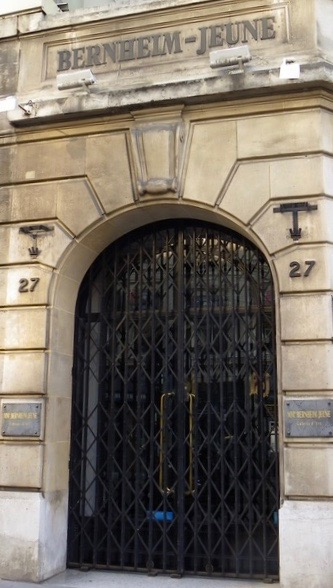
Galerie Bernheim-Jeune, Paris

## Expositions
- Nouveau Salon - Pierre Bompard, Charles Despiau, Adolphe Feder, Raymonde Heudebert, André Jolly, Tristan Klingsor, Marthe Lebasque, Lucien Mainssieux, Jean Peské, Galerie Barbazanges, Paris, 1922[13].
- Salon de la Société des femmes artistes modernes, Théâtre Pigalle, puis Galerie Bernheim-Jeune, 27 avenue Matignon, Paris, 1931, 1932[14], 1933, 1934[15], 1935[16], 1936[17],[18].
- Quatrième exposition du Groupe moderne, Galerie Dru, 11 rue Montaigne, 1933[19].
- Exposition du Quinzième Groupe des artistes de ce temps, Petit Palais, Paris, mars 1936[20].
- Salon des femmes peintres, Galerie Charpentier, Paris, 1938[21].
- Exposition de peintures et de céramiques de Marthe et Pierre Lebasque, Galerie O. Pétridès, Paris, décembre 1938 - janvier 1939.
- Salon de l'imagerie, Paris, à partir de 1940[22].
- Marthe Lebasque et Carlos-Reymond exposent ensemble, Galerie André Maurice, Paris, novembre 1960.

## Réception critique

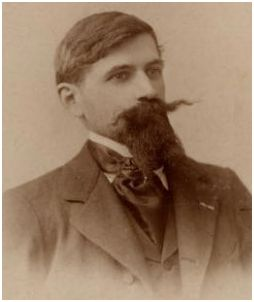
Tristan Klingsor

### La cantatrice

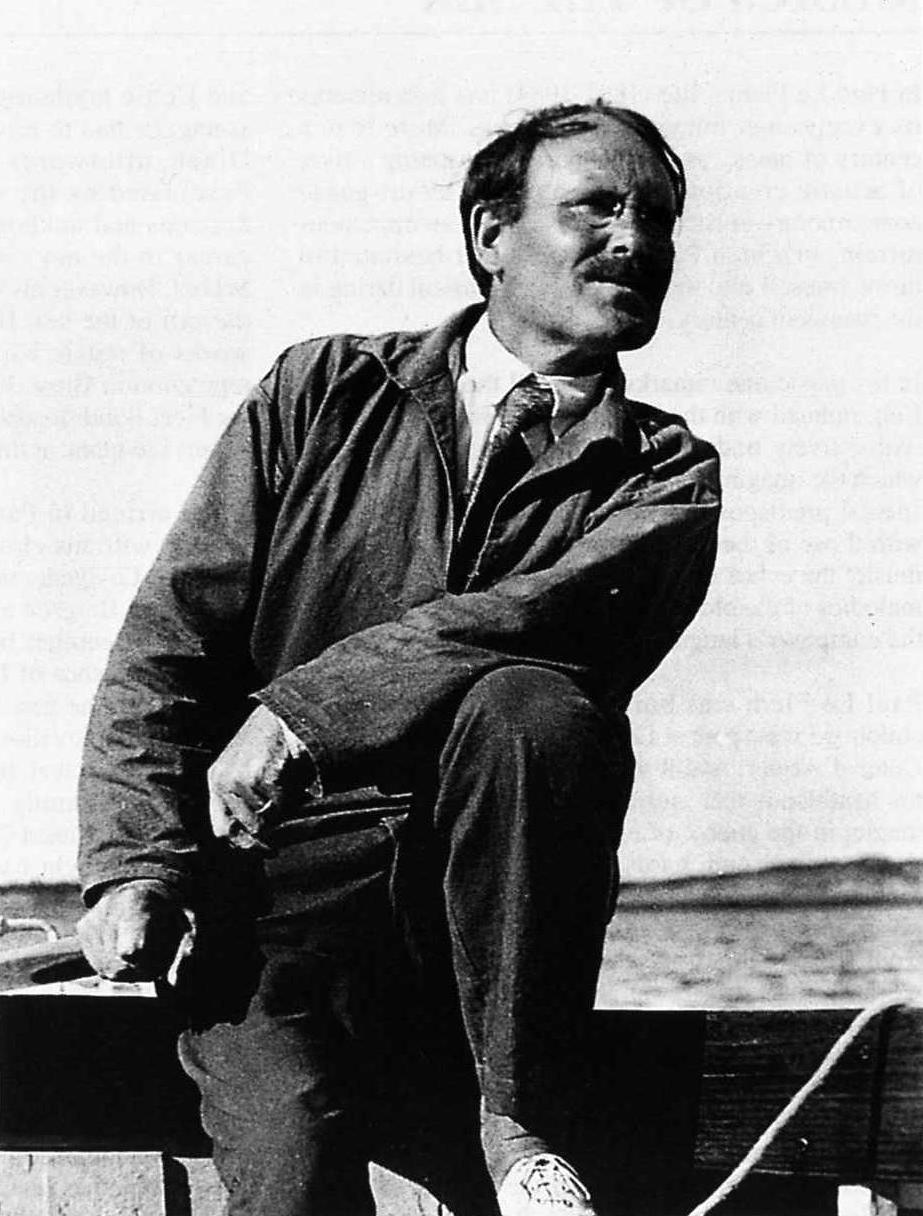
Paul Le Flem

- « Parvenu à l'épanouissement d'un talent complet, son art du chant est basé sur un savoir extrêmement complet. Voix flexible, séduisante, justesse parfaite, sensibilité la plus délicate, son talent est d'un exceptionnel attrait. » - Stan Golestan, Le Figaro[3]
- « Voix chaude et puissante, admirablement conduite, diction parfaite, style pur. Qu'elle chante du Jean-Baptiste Lully, Jean-Sébastien Bach ou des auteurs modernes, c'est la perfection même. » - Tristan Klingsor, Semaine musicale[3]
- « Elle possède une délicieuse voix de soprano, d'une distinction et d'une clarté ravissante, lui permettant de savoureuses évocations. Elle n'ignore rien des sources d'une bonne technique vocale, sa diction est irréprochable et son style, plein de séduction et de vivacité, est de ceux qui s'imposent par le naturel. » - Paul Le Flem[3]
- « Marthe Lebasque fait entendre une des plus jolies voix qui soient. » - Henry Malherbe[3]

### L'artiste peintre
- « Des natures mortes d'un style franc et léger. » - Maximilien Gauthier[21]

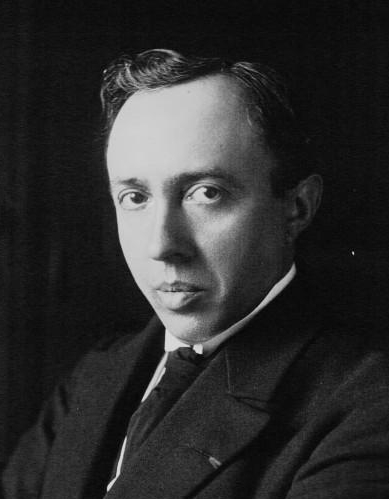
Raymond Escholier

- « Quel esprit endiablé ont les natures mortes de Marthe Lebasque... Des natures mortes de théâtre si raffinées. » - Raymond Escholier[23]
- « Je louerai Marthe Lebasque du fait que, précisément, transparaît à travers ses œuvres la fraîcheur, la gaieté mélodieuse, le plaisir avoué de prendre qui les rend attrayantes, accessibles et d'où se dégage un optimisme grâcieusement communicatif. » - Robert Rey[23]
- « Marthe Lebasque nous attire à sa fraîche palette, nous rappelle la place qu'elle tient entre les meilleures femmes-peintres d'à-présent et, sans se préoccuper de quelques formules, peint comme elle voit et comme elle respire. » - Édouard Louis Sarradin[23]
- « Une artiste qui est d'abord intelligente, c'est Marthe Lebasque ; elle compose le moindre de ses tableaux, en dispose plutôt avec une surprenante objectivité. » - Jean Valmy-Baysse[23]
- « Marthe Lebasque est une des plus délicieusement douées de sa génération, d'une délicatesse mélodieuse, ses compositions d'une jolie et sûre cadence. Il est aisé de percevoir qu'on est ici en présence d'une artiste personnelle, d'un talent frais, aisé, spontané et qui a pris un des premiers rangs parmi les meilleures d'aujourd'hui. Marthe Lebasque est une des plus raffinées de la féminine élite. » - Louis Vauxcelles[23]
- « Ses peintures révèlent cet instinct aigu de la couleur, des dons exceptionnels et cette joie de peindre qui sont les marques d'un authentique talent. » - Waldemar-George[23]

## Distinctions
- Chevalier de la Légion d'honneur.

## Collections publiques

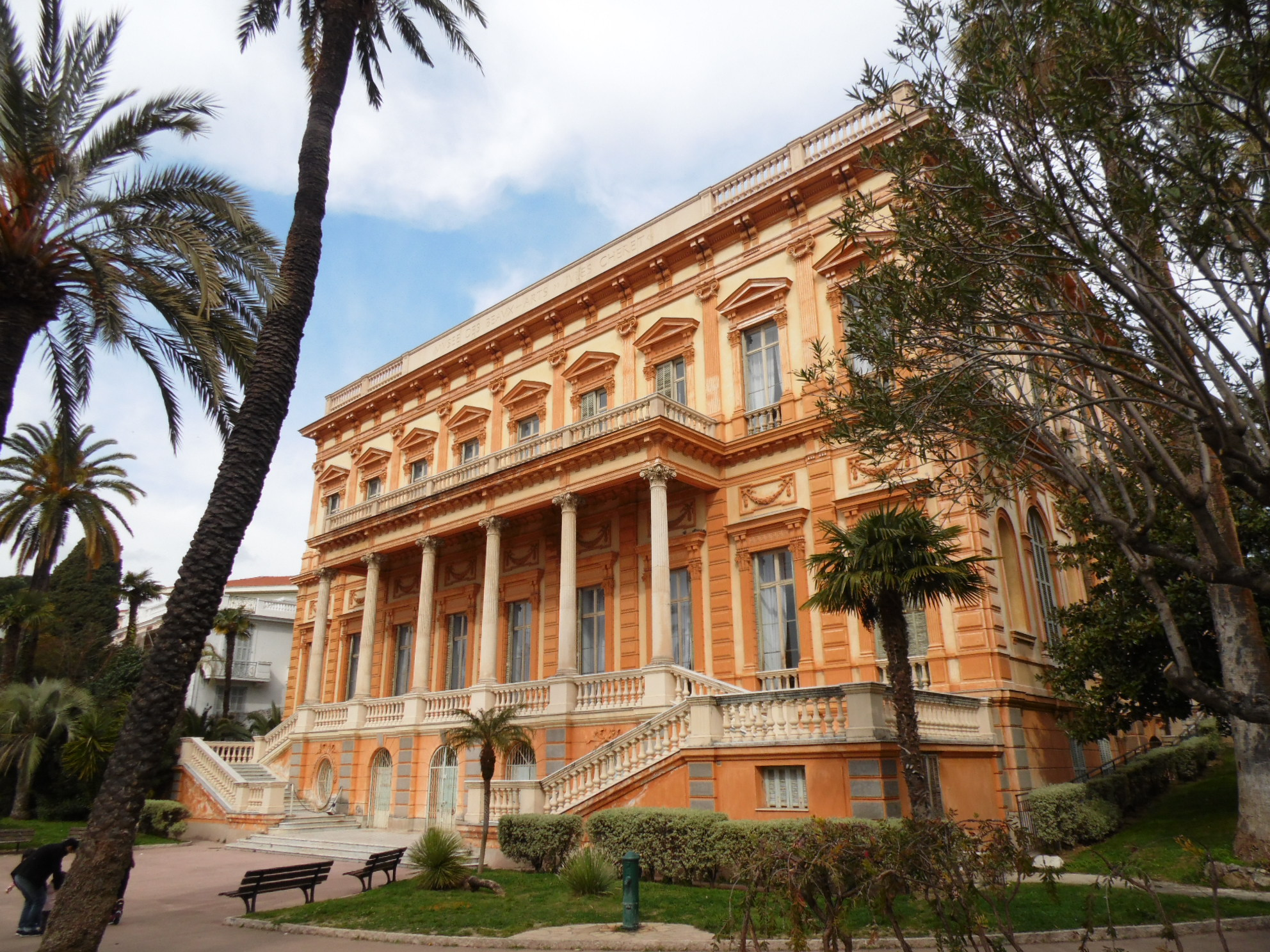
Musée des Beaux-Arts Jules-Chéret, Nice

### Œuvres de Marthe Lebasque
- Musée des beaux-arts Jules-Chéret, Nice, Les étoffes, huile sur toile, 65 × 92 cm, dépôt du Centre national des arts plastiques[24].
- Musée de l'Annonciade, Saint-Tropez, Nature Morte, 1922, huile sur toile, 54 × 72,5 cm[25].
- Musée de l'Annonciade, Saint-Tropez, Nature Morte Les Coquillages, avant 1939, huile sur toile, 62 × 121 cm[26].

### Représentations de Marthe Lebasque
- Musée des beaux-arts d'Angers, La famille sous la lampe (Catherine Lebasque avec ses filles Marthe et « Nono »), huile sur toile d'Henri Lebasque, 50x50cm, vers 1905, dépôt du musée d'Orsay[27].
- Tokyo Fuji Art Museum, Tokyo, Marthe Lebasque au violon, huile sur toile d'Henri Lebasque, Saint-Tropez, vers 1920[28].
- Musée Albertina, Vienne, Sur le banc vert, Sanary (Marthe Lebasque assise en kimono), huile sur toile d'Henri Lebasque, 1911.